# Clubul Sportiv Oltchim Râmnicu Vâlcea
Clubul Sportiv Oltchim Râmnicu Vâlcea – żeński klub piłki ręcznej z Rumunii, powstały w 1973 roku z bazą w mieście Râmnicu Vâlcea. Klub został rozwiązany w 2013 i od sezonu 2013/14 będzie występował jako HC Oltenia.

## Sukcesy
Mistrzostwo Rumunii
- (19 razy: 1989, 1990, 1991, 1993, 1994, 1995, 1996, 1997, 1998, 1999, 2000, 2002, 2007, 2008, 2009, 2010, 2011, 2012, 2013)

Puchar Rumunii
- ,  (14 razy: 1984, 1990, 1992, 1993, 1994, 1995, 1996, 1997, 1998, 1999, 2001, 2002, 2007, 2011)

Superpuchar Rumunii
- ,  (1 raz: 2007)

Puchar Zdobywców Pucharów
- ,  (1 raz: 2007)

Liga Mistrzyń
- (1 raz: 2010[2])